# Pombia Safari Park

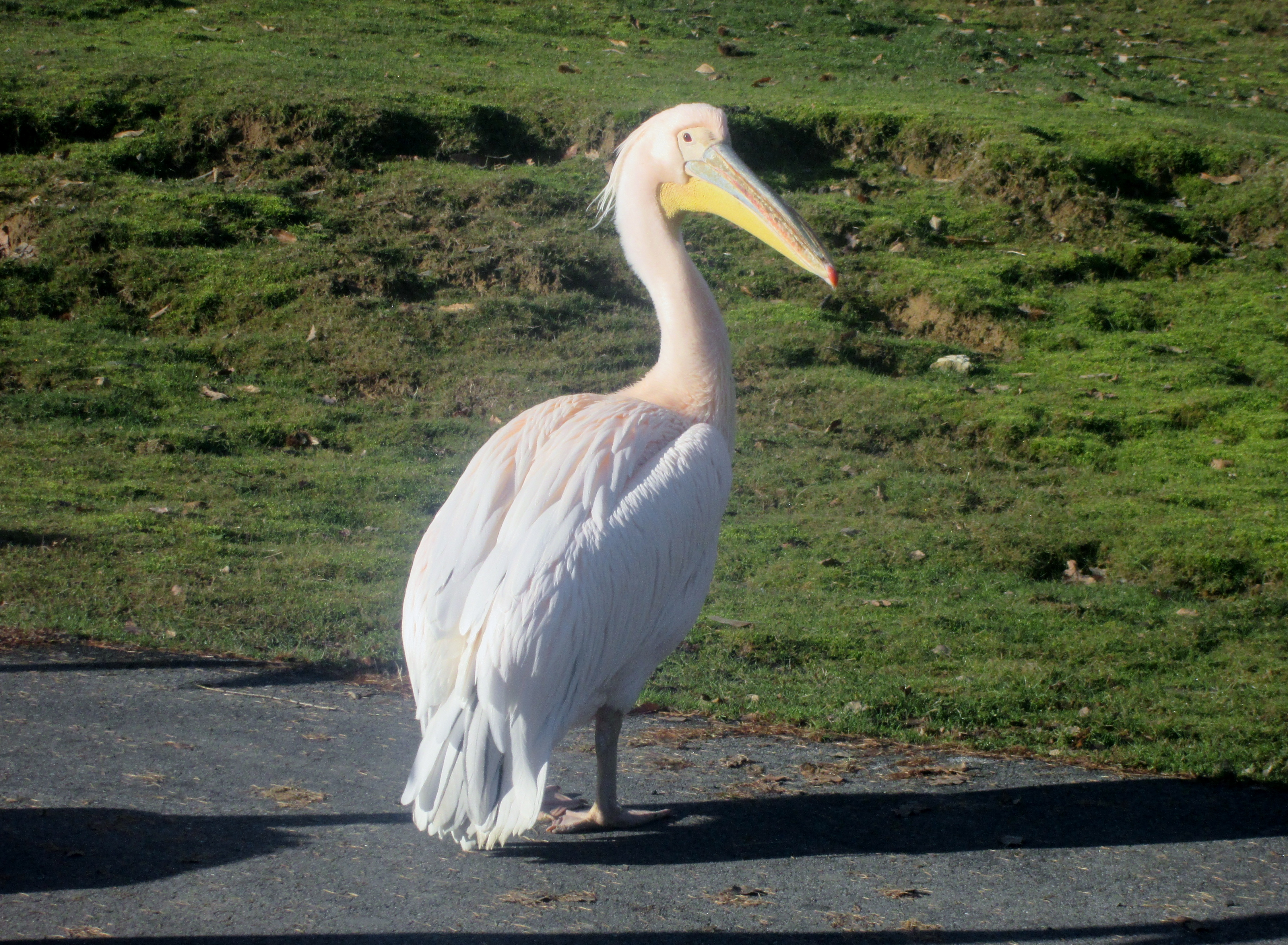
Bồ nông chân hồng

Pombia Safari Park là một công viên safari, sở thú và công viên giải trí trong Pombia, Piedmont, miền bắc nước Ý, được tạo ra bởi Angelo Lombardi vào năm 1976; mở rộng trên một diện tích 400.000 mét vuông.
Sau khi sự xuống cấp dần dần của các công trình cũ, được mua lại bởi Orfeo Triberti, là chủ sở hữu từ năm 1999, công viên đã trải qua một sự hồi phục đáng kể và mở rộng trong những năm tiếp theo. Vườn thú bao gồm hai khu vực riêng biệt: khu vực vui chơi giải trí và công viên Safari.. Công viên Safari cũng đã ký một thỏa thuận hợp tác với Khoa Thú Y của Đại học Torino về các dự án nghiên cứu.

## Sư tử trắng ra đời

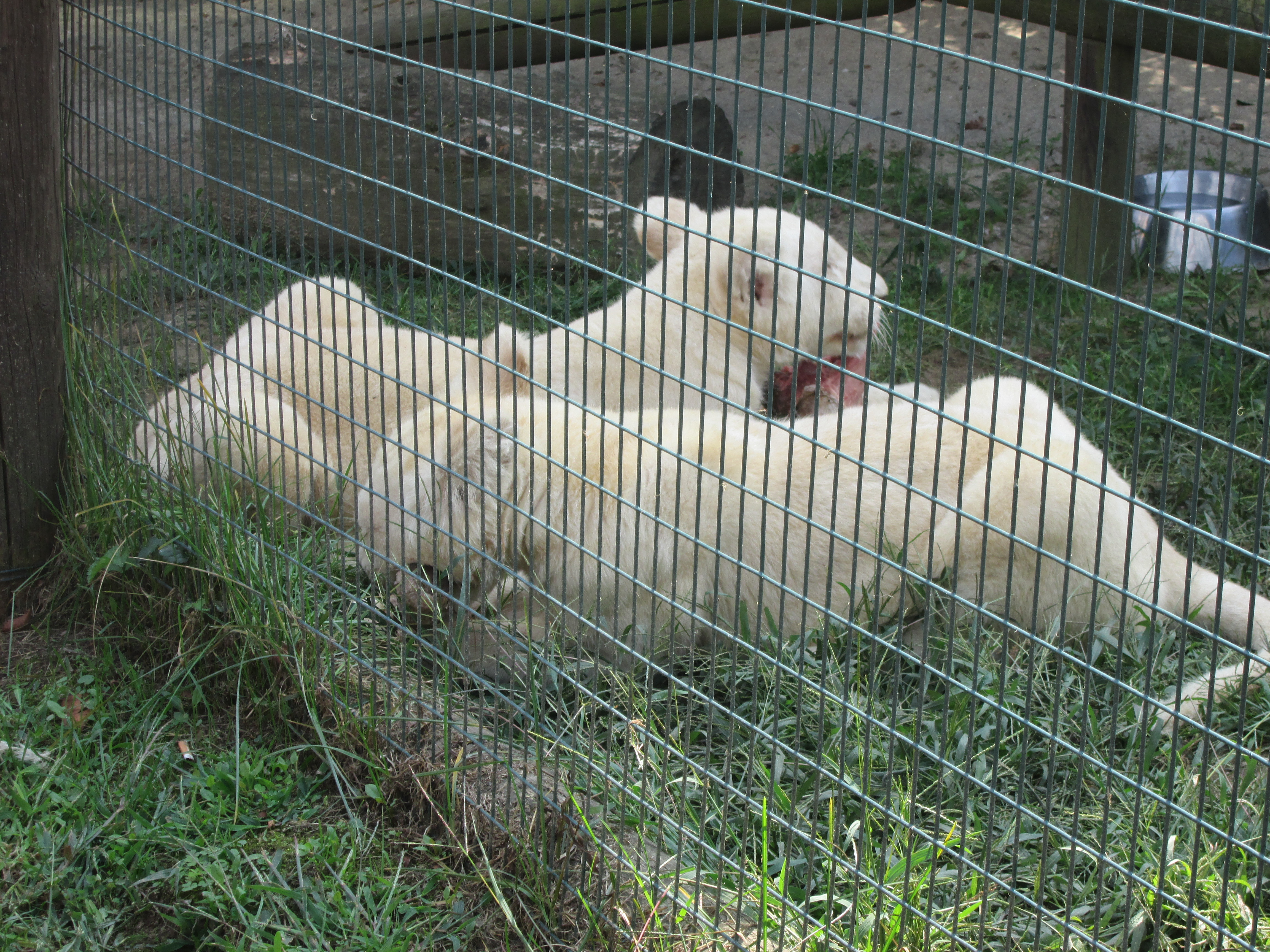
Sư tử trắng non năm 2014

Tháng 9 năm 2004, đôi sư tử trắng Flash và Moon đến từ công viên Đức đã hạ sinh lứa đầu sau 3 tháng bầu. Biến chứng trong quá trình sinh nở buộc phải can thiệp dược lý, sư tử mẹ mất sữa, rồi sau đó sư tử con cũng nhiễm virus khiến tử vong khi chưa đầy tháng.